# Eucinetomorphus brevicornis
Eucinetomorphus brevicornis is een keversoort uit de familie zwamspartelkevers (Melandryidae). De wetenschappelijke naam van de soort werd in 1942 gepubliceerd door Maurice Pic.